# Szombierki Bytom
GKS Szombierki Bytom – klub sportowy powstały jako Poniatowski w 1919 roku w Szombierkach. Obecnie działa tylko sekcja piłkarska.

## Historia
Klub powstał jesienią 1919 roku w Szombierkach, późniejszej dzielnicy Bytomia. Spotkanie założycielskie odbyło się w listopadzie w mieszkaniu Wiktora Maksa. Jego założycielami byli: Wiktor Maks (Prezes), Wiktor Kostka, Józef Matusik, Ignacy Tyrol II, Jan Pakuła, Jan Skrzypek, Robert Kostoń. Natomiast 21 lutego 1920 roku odbyło się walne zebranie członków klubu, które oficjalnie zatwierdziło istniejące już Towarzystwo Sportowe Poniatowski. Pierwszy mecz Szombierki rozegrały wiosną 1920 roku pokonując Polonię Bytom 4:1. Mecz odbył się na boisku gdzie obecnie znajduje się plac Jana III Sobieskiego. Klub grał w regularnych rozgrywkach zorganizowanych w 1920 roku na terenie Śląska. Po wygraniu grupy Obwodu Bytomskiego, Poniatowski awansował do A-klasy, w której udział brały po dwie najlepsze drużyny z poszczególnych obwodów.
Po wybuchu III Powstania Śląskiego część działaczy i zawodników Poniatowskiego wzięła w nim udział, a kilku z nich poległo na polach walk. Ostatecznie Poniatowski został rozwiązany w 1922 roku przez administrację niemiecką po plebiscycie, który przesądził o tym, że Szombierki znalazły się w granicach Niemiec.
W roku 1922 w Szombierkach został założony niemiecki klub SV Schomberg 22, który grał na boisku Poniatowskiego. Nowo powstały klub nie miał jednak nic wspólnego (poza boiskiem) z Poniatowskim, bowiem był to klub niemiecki (w przeciwieństwie do Poniatowskiego, który na każdym kroku podkreślał swą polskość, przybierając nawet biało-czerwone barwy).

Afisz meczu Skra Częstochowa - Szombierki Bytom 13.07.1947 r.

Po wojnie – w 1945 roku klub reaktywowano pod nazwą Robotniczy Klub Sportowy Szombierki. Pierwszy raz w polskiej, I lidze klub wystąpił w sezonie 1949. 20 marca w pierwszej kolejce Szombierki spotkały się z warszawską Legią, z którą przegrały 1:2, a premierowego gola w lidze zdobył Fuchs. W tym samym roku miał miejsce mecz klubu z Wisłą Kraków. Jedenastka Szombierek w pierwszych minutach zdobyła dwie bramki, które przesądziły o losach pojedynku. Mecz ten wywołał rekordowe zainteresowanie wśród załogi kopalni. Zanosiło się nawet na to, że kopalnia będzie musiała całkowicie stanąć i kierownictwo szukało rozwiązania wybrnięcia z tej sytuacji. Postanowiono zapewnić górnikom, pracującym w podziemiach, bieżącą informację za pośrednictwem specjalnej transmisji. Była to najprawdopodobniej pierwsza w dziejach górnictwa transmisja sportowa. W sezonie 1964/1965 klub wywalczył wicemistrzostwo Polski. 15 lat później klub w sezonie 1979/1980 sięgnął po tytuł Mistrza Polski, natomiast rok później – w sezonie 1980/1981 zdobył 3 miejsce. Pierwszy mecz o Superpuchar Polski planowano zorganizować 22 czerwca 1980 roku, w którym miała zagrać drużyna Szombierek Bytom (Mistrz Polski) oraz Legii Warszawa (zdobywca Pucharu Polski). Ostatecznie jednak – z nie do końca jasnych dziś powodów – do niego nie doszło. Ogólnie drużyna Szombierek Bytom grała w ekstraklasie 25 sezonów, rozegrała 702 mecze, z których 235 wygrała. Jest na 21. miejscu w tabeli wszech czasów polskiej ekstraklasy.

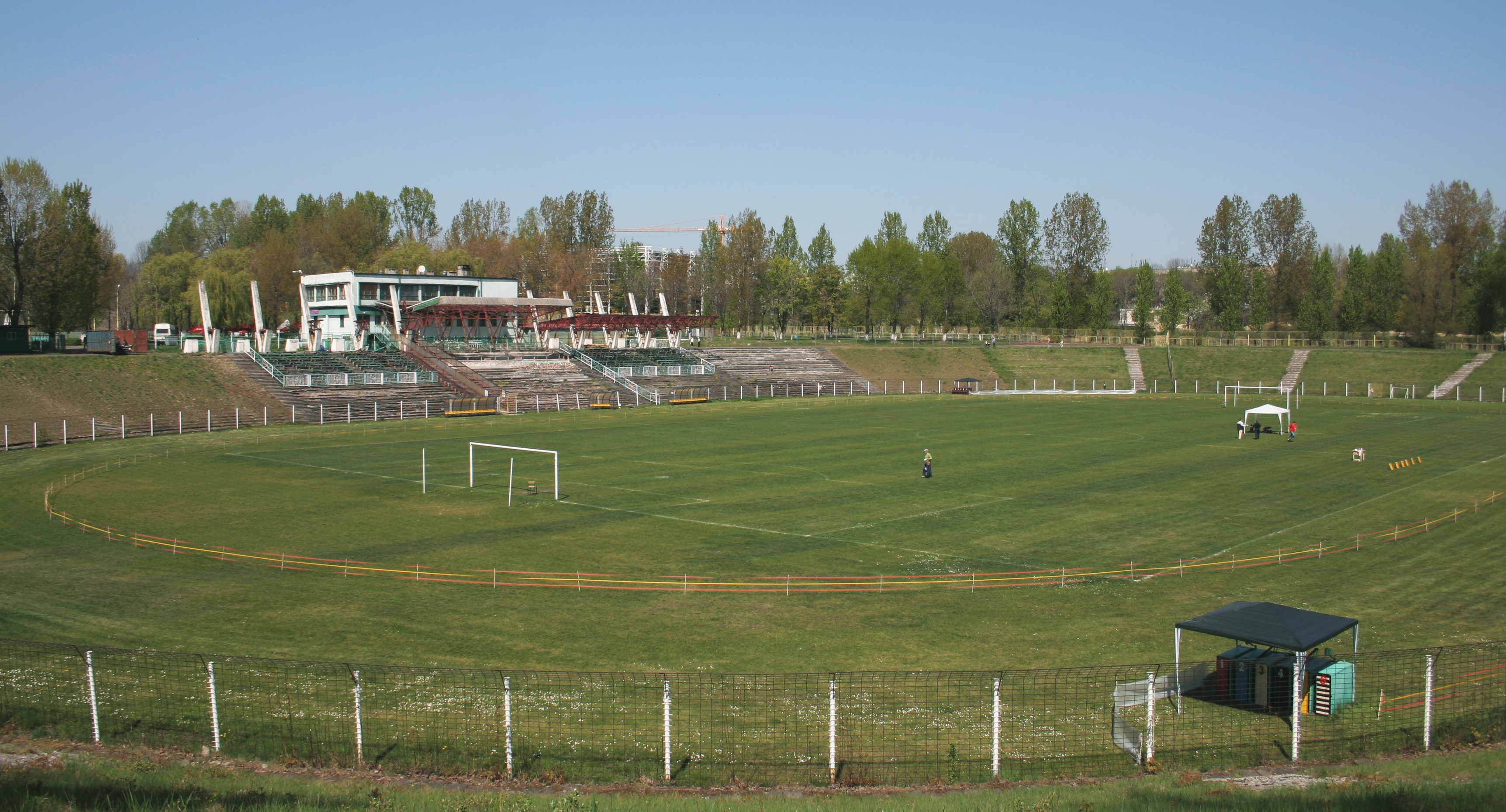
Stadion Szombierek Bytom, 2009 rok

7 lipca 1997 z inicjatywy władz miasta i szefów Bytomskiej Spółki Węglowej doszło do połączenia sekcji piłkarskich Szombierek z lokalnym rywalem – Polonią. Na bazie tych dwóch utytułowanych klubów miał powstać jeden silny. Niestety, wewnątrz władz nowego tworu szybko doszło do konfliktów i 30 listopada 1998 postanowiono o ponownym rozłączeniu klubów. W 2005 roku wskutek problemów finansowych i kadrowych klubu planowano kolejną fuzję – tym razem z GKS Katowice, do której jednak nie doszło. 16 marca 2007, z powodów finansowych i braku zaangażowania ze strony piłkarzy, zarząd klubu wycofał drużynę seniorów z rozgrywek klasy okręgowej i skupił się wyłącznie na szkoleniu młodzieży. 4 lipca 2007 nastąpiło przejęcie obiektów sportowych przez Ośrodek Sportu i Rekreacji w Bytomiu. TS Szombierki dalej miało korzystać z części obiektów w formie wypożyczenia. Nastąpiła reaktywacja drużyny seniorów – skład został zgłoszony do B-klasy.

## Sukcesy
- Mistrzostwo Polski – 1980
- Wicemistrzostwo Polski – 1965
- 3 miejsce w I lidze – 1981
- 1/2 finału Pucharu Polski (5x) – 1952, 1963, 1966 (rezerwy), 1973, 1979
- Wicemistrzostwo Polski juniorów U-19 (2x) – 1954, 1974

Europejskie Puchary:
- PEMK – II runda 1980/81
- Puchar UEFA – I runda 1981/82
- Puchar INTERTOTO – II runda 1964/65

## Sezon po sezonie (od 1947)

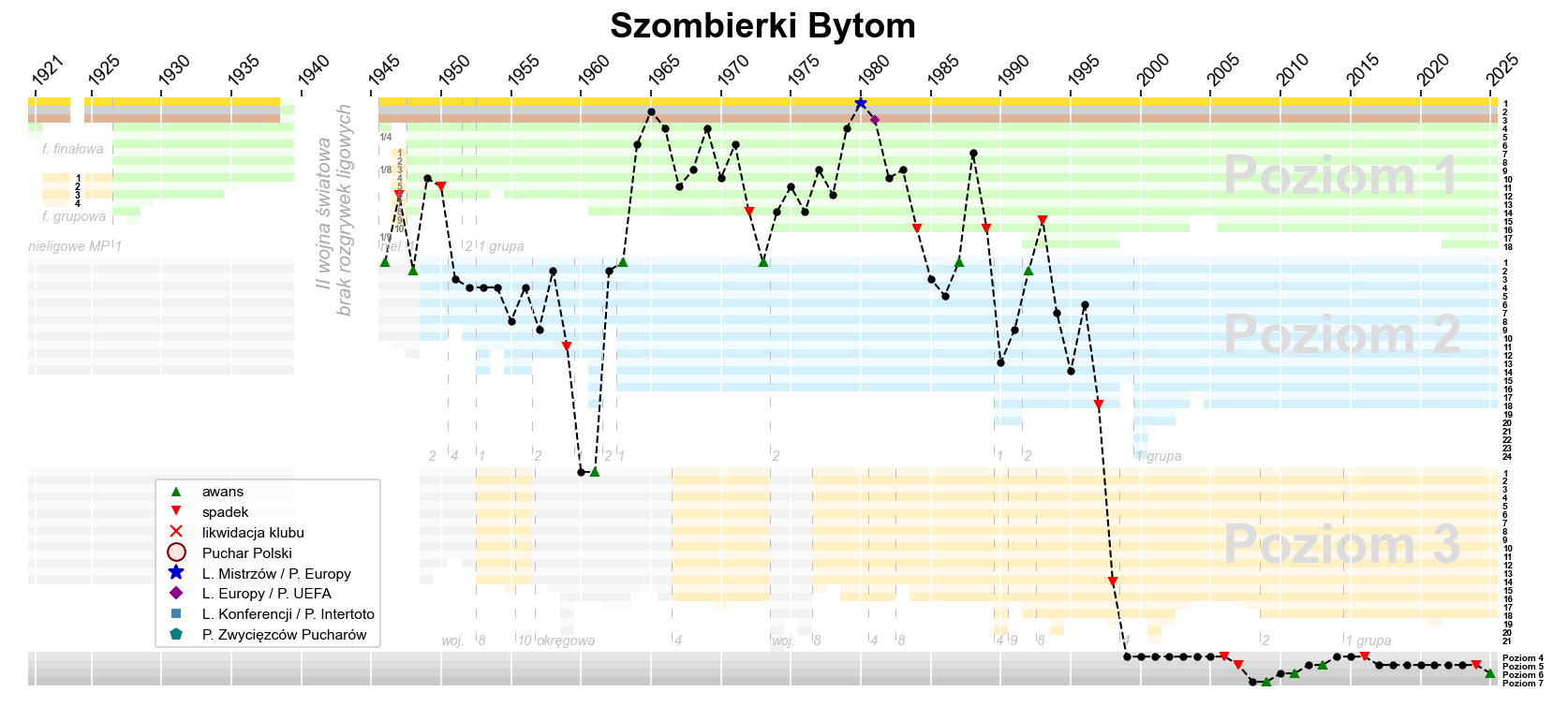
Historia występów Szombierek Bytom w rozgrywkach ligowych

| Sezon | Liga                                      | Pozycja | Punkty | Bramki | Uwagi                                                             |
| --- | ----------------------------------------- | ------- | ------ | ------ | ----------------------------------------------------------------- |
| 1947 | Mistrzostwa Polski w piłce nożnej (gr. I) | 6       | 15     | 31–46  | Pierwsze derby z Polonią Bytom w rozgrywkach najwyższego szczebla |
| 1947/1948 | Liga okręgowa                             |         |        |        | awans poprzez eliminacje o I ligę                                 |
| 1949 | I liga                                    | 10      | 19     | 34–54  | Pierwsze derby z Polonią Bytom w Ekstraklasie                     |
| 1950 | I liga                                    | 11      | 18     | 33–64  | spadek                                                            |
| 1951 | II liga (grupa III)                       | 3       | 17     | 37–22  |                                                                   |
| 1952 | II liga (grupa C)                         | 4       | 22     | 38–24  |                                                                   |
| 1953 | II liga                                   | 4       | 32     | 43–32  |                                                                   |
| 1954 | II liga                                   | 4       | 27     | 28–19  |                                                                   |
| 1955 | II liga                                   | 8       | 24     | 33–32  |                                                                   |
| 1956 | II liga                                   | 4       | 29     | 36–39  |                                                                   |
| 1957 | II liga (grupa południowa)                | 9       | 20     | 38–46  |                                                                   |
| 1958 | II liga (grupa południowa)                | 2       | 25     | 35–27  |                                                                   |
| 1959 | II liga (grupa południowa)                | 11      | 13     | 23–37  | spadek                                                            |
| 1960 | III liga (grupa katowicka I)              | 1       | 34     | 48–14  | baraże o awans                                                    |
| 1960/1961 | III liga (grupa katowicka I)              | 1       | 36     | 72–18  | awans po barażach                                                 |
| 1962 | II liga (grupa B)                         | 2       | 20     | 25–10  |                                                                   |
| 1962/1963 | II liga                                   | 1       | 44     | 63–24  | awans                                                             |
| 1963/1964 | I liga                                    | 6       | 26     | 45–42  |                                                                   |
| 1964/1965 | I liga                                    | 2       | 32     | 53–44  |                                                                   |
| 1965/1966 | I liga                                    | 4       | 32     | 43–35  |                                                                   |
| 1966/1967 | I liga                                    | 11      | 23     | 29–37  |                                                                   |
| 1967/1968 | I liga                                    | 9       | 23     | 37–40  |                                                                   |
| 1968/1969 | I liga                                    | 4       | 28     | 35–35  |                                                                   |
| 1969/1970 | I liga                                    | 10      | 22     | 25–33  |                                                                   |
| 1970/1971 | I liga                                    | 6       | 25     | 30–32  |                                                                   |
| 1971/1972 | I liga                                    | 14      | 18     | 24–39  | spadek                                                            |
| 1972/1973 | II liga                                   | 1       | 41     | 50–19  | awans                                                             |
| 1973/1974 | I liga                                    | 14      | 26     | 26–31  |                                                                   |
| 1974/1975 | I liga                                    | 11      | 26     | 43–45  |                                                                   |
| 1975/1976 | I liga                                    | 14      | 25     | 37–42  |                                                                   |
| 1976/1977 | I liga                                    | 9       | 27     | 34–35  |                                                                   |
| 1977/1978 | I liga                                    | 12      | 27     | 25–35  |                                                                   |
| 1978/1979 | I liga                                    | 4       | 35     | 42–27  |                                                                   |
| 1979/1980 | I liga                                    | 1       | 39     | 42–26  | Mistrzostwo Polski                                                |
| 1980/1981 | I liga                                    | 3       | 36     | 51–33  |                                                                   |
| 1981/1982 | I liga                                    | 10      | 28     | 38–30  |                                                                   |
| 1982/1983 | I liga                                    | 9       | 29     | 34–37  |                                                                   |
| 1983/1984 | I liga                                    | 16      | 17     | 23–58  | spadek                                                            |
| 1984/1985 | II liga (grupa zachodnia)                 | 3       | 37     | 31–20  |                                                                   |
| 1985/1986 | II liga (grupa zachodnia)                 | 5       | 30     | 33–34  |                                                                   |
| 1986/1987 | II liga (grupa zachodnia)                 | 1       | 46     | 51–17  | awans                                                             |
| 1987/1988 | I liga                                    | 7       | 29     | 28–29  |                                                                   |
| 1988/1989 | I liga                                    | 16      | 13     | 33–57  | spadek                                                            |
| 1989/1990 | II liga                                   | 13      | 34     | 42–42  |                                                                   |
| 1990/1991 | II liga                                   | 9       | 39     | 40–41  |                                                                   |
| 1991/1992 | II liga (grupa zachodnia)                 | 2       | 44     | 57–27  | awans                                                             |
| 1992/1993 | I liga                                    | 15      | 23     | 31–59  | spadek                                                            |
| 1993/1994 | II liga (grupa wschodnia)                 | 7       | 34     | 30–27  |                                                                   |
| 1994/1995 | II liga (grupa wschodnia)                 | 14      | 30     | 41–43  |                                                                   |
| 1995/1996 | II liga (grupa zachodnia)                 | 6       | 49     | 44–39  |                                                                   |
| 1996/1997 | II liga (grupa zachodnia)                 | 18      | 25     | 27–49  | spadek                                                            |
| 1997/1998 | III liga (grupa Katowice)                 | 14      | 39     | 47–66  | spadek                                                            |
| 1998/1999 | IV liga                                   | 14      | 45     | 70–72  | [ b ]                                                             |
| 1999/2000 | IV liga                                   | 9       | 47     | 62–50  |                                                                   |
| 2000/2001 | IV liga (grupa śląska I)                  | 12      | 23     | 30–50  |                                                                   |
| 2001/2002 | IV liga (grupa śląska I)                  | 12      | 37     | 37–52  |                                                                   |
| 2002/2003 | IV liga (grupa śląska I)                  | 5       | 44     | 53–55  |                                                                   |
| 2003/2004 | IV liga (grupa śląska I)                  | 7       | 43     | 59–58  |                                                                   |
| 2004/2005 | IV liga (grupa śląska I)                  | 14      | 30     | 39–60  | baraże o utrzymanie                                               |
| 2005/2006 | IV liga (grupa śląska I)                  | 17      | 6      | 18–147 | spadek                                                            |
| 2006/2007 | Klasa okręgowa (grupa Katowice II)        | 16      | 14     | 16–75  | spadek                                                            |
| 2007/2008 | Klasa B (grupa Bytom)                     | 1       | 75     | 121–18 |                                                                   |
| reorganizacja rozgrywek                                                                                                |                                           |         |        |        |                                                                   |
| 2008/2009 | Klasa A (grupa Bytom)                     | 1       | 79     | 106–27 | awans                                                             |
| 2009/2010 | Klasa okręgowa (grupa Katowice IV)        | 4       | 55     | 60–38  |                                                                   |
| 2010/2011 | Klasa okręgowa (grupa Katowice IV)        | 1       | 58     | 65–25  | awans                                                             |
| 2011/2012 | IV liga (grupa śląska I)                  | 2       | 66     | 71–34  |                                                                   |
| 2012/2013 | IV liga (grupa śląska I)                  | 1       | 65     | 72–26  | awans                                                             |
| 2013/2014 | III liga (grupa IV)                       | 13      | 47     | 61–39  |                                                                   |
| 2014/2015 | III liga (grupa IV)                       | 7       | 57     | 62–47  |                                                                   |
| 2015/2016 | III liga (grupa IV)                       | 10      | 37     | 33-52  | spadek                                                            |
| 2016/2017 | IV liga (grupa śląska I)                  | 3       | 63     | 70-42  |                                                                   |
| 2017/2018 | IV liga (grupa śląska I)                  | 2       | 60     | 61-30  |                                                                   |
| 2018/2019 | IV liga (grupa śląska I)                  | 6       | 48     | 49-40  | Ostatnie derby Bytomia z Polonią                                  |
| 2019/2020 | IV liga (grupa śląska I)                  | 1       | 33     | 32-19  | przegrany baraż o awans                                           |
| 2020/2021 | IV liga (grupa śląska I)                  | 9       | 43     | 45-49  |                                                                   |
| 2021/2022 | IV liga (grupa śląska I)                  | 12      | 37     | 43-49  |                                                                   |
| 2022/2023 | IV liga (grupa śląska I)                  | 11      | 35     | 50-55  |                                                                   |
| 2023/2024 | IV liga (grupa śląska I)                  | 11      | 36     | 41-56  | spadek                                                            |
| reorganizacja rozgrywek                                                                                                |                                           |         |        |        |                                                                   |
| 2024/2025 | V liga (grupa śląska I)                   | 1       | 74     | 110-38 | awans                                                             |
| Legenda |                                           |         |        |        |                                                                   |
| I poziom ligowy II poziom ligowy III poziom ligowy IV poziom ligowy V poziom ligowy VI poziom ligowy VII poziom ligowy |                                           |         |        |        |                                                                   |

## Europejskie puchary
Legenda do wszystkich tabel:
- Q – runda eliminacyjna, 1/16, 1/8, 1/4, 1/2 – odpowiednia faza rozgrywek, Grupa – runda grupowa, 1r gr – pierwsza runda grupowa, 2r gr – druga runda grupowa, F – finał, R – runda, PO – play-off
- k. – rzuty karne, los. – losowanie, Dogr. – dogrywka, w. – zasada bramek strzelonych na wyjeździe

| Sezon   | Rozgrywki     | Runda | Przeciwnik  | Dom | Wyjazd | Ogólnie |
| ------- | ------------- | ----- | ----------- | --- | ------ | ------- |
| 1980/81 | Puchar Europy | 1R    | Trabzonspor | 3–0 | 1–2    | 4–2     |
| 1980/81 | Puchar Europy | 1/8   | CSKA Sofia  | 0–1 | 0–4    | 0–5     |
| 1981/82 | Puchar UEFA   | 1R    | Feyenoord   | 1–1 | 0–2    | 1–3     |

## Piłkarze klubu w reprezentacji Polski
- Hubert Banisz – reprezentant Polski, uczestniczył m.in. w IO 1952
- Jan Białas – reprezentant Polski
- Marek Koniarek – reprezentant Polski
- Jerzy Krasówka – reprezentant Polski, uczestniczył m.in. w IO 1952
- Roman Ogaza – reprezentant Polski, uczetniczył m.in. w IO 1976
- Helmut Nowak – reprezentant Polski
- Paweł Sobek – reprezentant Polski, uczestniczył m.in. w IO 1952
- Roman Szewczyk – reprezentant Polski
- Jan Wilim – reprezentant Polski
- Jerzy Wilim – reprezentant Polski, król strzelców ekstraklasy z 1964 roku
- Rudolf Wojtowicz – reprezentant Polski
- Jakub Kamiński – reprezentant Polski

## Skład obecny

### Pierwsza drużyna
Stan na jesień 2024
| Nr | Poz. | Piłkarz             |
| -- | ---- | ------------------- |
| ?  | BR   | Dawid Gargasz       |
| ?  | BR   | Mateusz Maciejowski |
| ?  | BR   | Robert Pietrek      |
| ?  | OB   | Jakub Domagała      |
| ?  | OB   | Filip Kręgiel       |
| ?  | OB   | Dominik Małkowski   |
| ?  | OB   | Piotr Pacholski     |
| ?  | OB   | Maciej Rydz         |
| ?  | OB   | Dawid Skrzypiński   |
| ?  | OB   | Dawid Szkudlarek    |
| 4  | OB   | Mateusz Śliwa       |
| ?  | PO   | Michał Chrabąszcz   |

| Nr | Poz. | Piłkarz            |
| -- | ---- | ------------------ |
| ?  | PO   | Paweł Cygnar       |
| ?  | PO   | Maciej Hanak       |
| ?  | PO   | Paweł Kozak        |
| 17 | PO   | Łukasz Łebko       |
| ?  | PO   | Paweł Marchewka    |
| ?  | PO   | Dominik Marek      |
| ?  | PO   | Przemysław Mizgała |
| 10 | PO   | Kamil Moritz       |
| ?  | PO   | Michał Zawada      |
| ?  | NA   | Alan Jaworski      |
| ?  | NA   | Mateusz Zachara    |

## Kibice

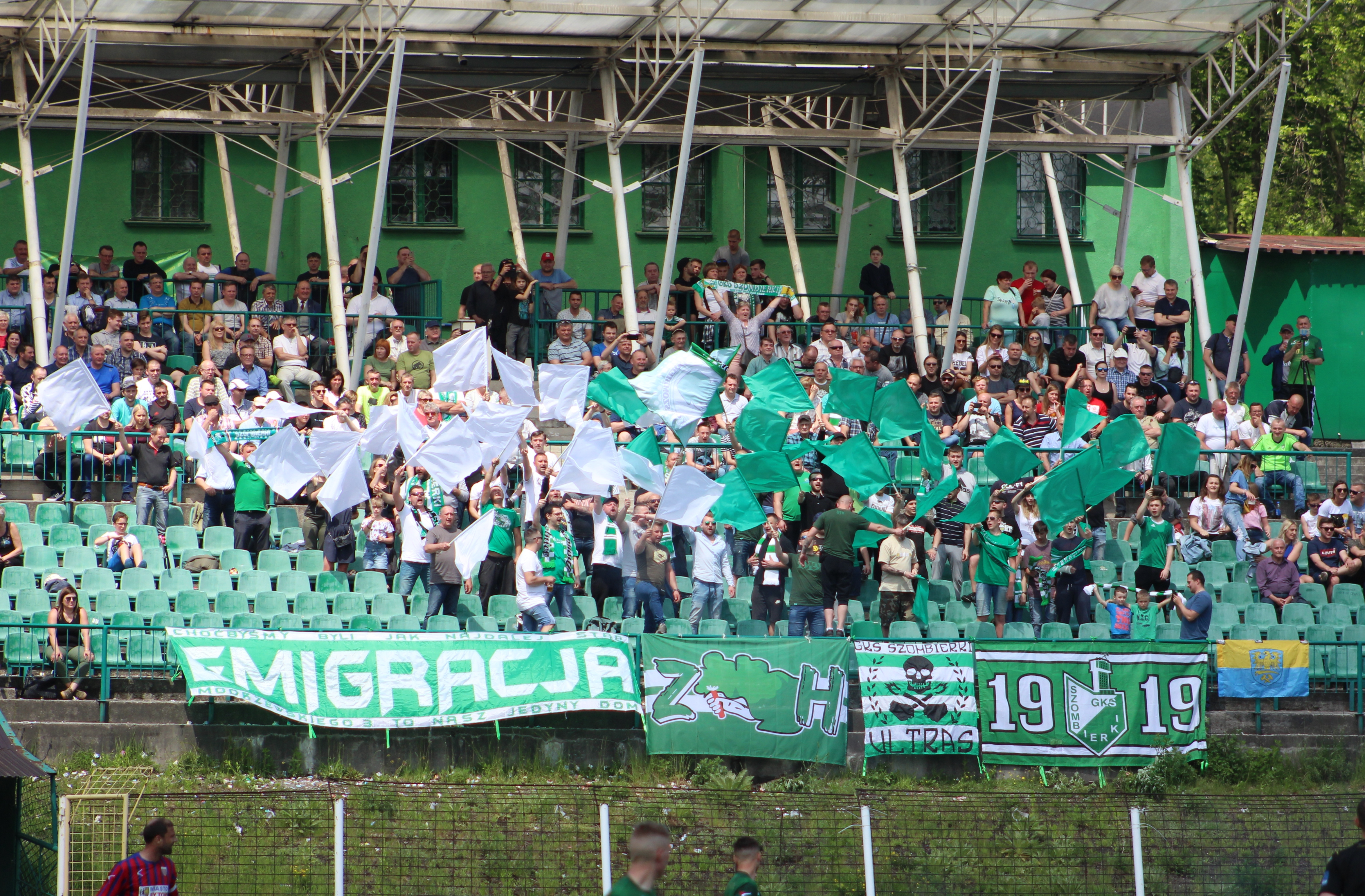
GKS Szombierki v Polonia Bytom (1:4), 19 maja 2019

Ruch kibicowski na trybunach GKS Szombierki powstał w końcówce lat 70. XX wieku. Kibice „Zielonych” byli jednymi z pierwszych w tym aspekcie w skali całego kraju, którzy dzięki flagom, transparentom i przede wszystkim dopingowi na trybunach wspierali swoją drużynę. W latach 80. bardzo popularne stały się wyjazdy autokarowe organizowane przez sponsora klubu – kopalnię „Szombierki”, dzięki czemu piłkarze biało-zielonych niejednokrotnie mogli się czuć podczas meczów wyjazdowych jak u siebie w domu. Scena kibicowska w ramach struktur GKS Szombierki przetrwała po dziś dzień, mimo marazmu, jaki wkradł się wraz z XXI wiekiem w poczynania klubu. Od roku 2014 na meczach GKS Szombierki prezentowana jest flaga reprezentacyjnej grupy kibiców pod nazwą „Zielona Hołota”, w ramach której skupiają się najaktywniejsi fanatycy popularnych Szombrów.